# 去氨加壓素
去氨加壓素 （英語：Desmopressin）以商品名DDAVP等於市面銷售，是一種用於治療尿崩症、尿床、A型血友病、類血友病和尿毒症的藥物。對於A型血友病和類血友病，僅適用於輕度至中度病例。此藥物經由鼻腔、靜脈注射、口服或置於舌下的方式給藥。
使用後常見的副作用有頭痛、腹瀉和低血鈉症。於低血鈉時可能會導致癲癇發作。有腎功能衰竭或是低血鈉的人不可使用。個體與懷孕期間使用，似乎對於胎兒安全。它是種抗利尿激素的合成類似物，抗利尿激素是一種控制人體滲透調節、血壓調節、腎功能和減少尿液產生方面發揮作用的激素。
去氨加壓素於1978年被美國食品藥物管理局（FDA）批准用於醫療用途。它已被列入世界衛生組織基本藥物標準清單中。市面上有通用名藥物販售。

## 醫療用途

### 尿床
去氨加壓素用於治療尿床，通常以醋酸去氨加壓素的口服劑形式存在。服用DDAVP的兒童與使用安慰劑的個體相比，每週尿床次數會減少2.2次，睡眠不受干擾的可能性增加4.5倍。

### 夜尿症
FDA於2017年核准使用去氨加壓素治療有夜尿症問題的成年人。

### 出血性疾病
去氨加壓素 (DDAVP) 通常是輕度至中度1型類血友病的一線治療藥物。不建議提供給患有嚴重症狀或凝血因子 VIII異常的患者使用。在治療2A型、2M型或2N型類血友病方面的效果會因人而異。一般不建議用於2B型和3型類血友病的患者。
去氨加壓素僅建議用於輕度A型血友病。此藥物可用於治療因外傷引起的出血或為預防因手術引起的出血。它對治療B型血友病（IX因子不足）或嚴重A型血友病無效。也可用於治療尿毒症引起的出血。

### 尿崩症
去氨加壓素用於治療中樞性尿崩症(DI)，作為內源性抗利尿激素(ADH) 的替代品，而內源性ADH的數量由於垂體後葉或下丘腦減少或不分泌而導致數量不足。它也用於尿崩症的診斷檢查，以區分中樞性尿崩症或是腎臟引起的尿崩症。去氨加壓素對於治療腎性尿崩症無效，因此測試得到陽性反應通常表示是中樞性尿崩症。

## 副作用
- 頭痛
- 臉部潮紅（英语：facial flushing）
- 噁心
- 低鈉血症[7]
- 癲癇發作

FAD在因使用此藥物的鼻噴劑發生兩人死亡和另有59人癲癇發作案例後，要求在鼻噴劑包裝上加上黑框警告。發生前述情況的原因是鼻噴劑會導致用者發生低鈉血症，美國不再批准鼻噴劑用於治療兒童。然而FDA表示只要兒童身體健康，仍可用去氨加壓素片劑治療兒童夜間尿床問題。
如果患者出現嚴重嘔吐和腹瀉、發燒、感染流感或是重感冒，必須停止使用此藥物。患者在炎熱天氣或劇烈運動後服用去氨加壓素時也應非常謹慎，因為這些情況會影響到體內電解質和水分的平衡。
人體需要維持體內水分和鈉的平衡。如果鈉水平變得太低（低鈉血症）- 無論是由於攝取水量增加還是鈉水平降低 - 可能會導致癲癇發作，在極端情況下可能會因而死亡。

## 作用機轉
去氨加壓素的作用是控制尿液排水量，即它是一種抗利尿劑。它透過與血管加壓素受體2 （V2R）結合，在腎元集合管層面發揮作用，V2R發出水通道蛋白透過胞質囊泡易位至集合管頂膜的訊號。這些水通道蛋白的存在會導致遠曲小管對尿液的回收，水份會被動從腎元透過基底外側膜通道回歸體循環系統。去氨加壓素也會作用於V2R，刺激內皮細胞釋放類血友病因子。它還可增加凝血因子VIII的內源水平，而用於治療A型血友病。
去氨加壓素的降解速度比重組抗利尿激素為慢，因此可採較少的給藥頻率。此外它對血壓的影響不大，而抗利尿激素可能會引起高血壓。抗利尿激素會刺激促腎上腺皮質素（ACTH）的釋放，間接增加血管平滑肌中α1腎上腺素受體的反應性，增加血管張力和血壓。幾項研究顯示去氨加壓素不會刺激ACTH釋放（罹患庫欣氏症的人除外），因此不會直接升高血壓。然而有項研究顯示它會刺激超過50%的健康受試者釋放ACTH。此外，去氨加壓素能夠增強正常受試者於服用oCRH（ovarian corticotropin-releasing hormone，卵巢促釋激素釋放激素） 後的ACTH和皮質醇釋放，但不會引起神經性厭食症患者的ACTH和皮質醇釋放。

## 化學
去氨加壓素（1-deamino-8-D-arginine vasopressin）是正常人類激素精氨酸抗利尿激素（抗利尿激素，簡稱ADH）的人工合成物，是一種含有九個胺基酸的肽。
與抗利尿激素相比，去氨加壓素的第一個胺基酸已脫氨基，第八位的精氨酸為右旋而不是左旋形式（參見立體化學）。

## 延伸閱讀
- Leissinger C, Becton D, Cornell C, Cox Gill J. . Haemophilia. May 2001, 7 (3): 258–266. PMID 11380629. S2CID 20472310. doi:10.1046/j.1365-2516.2001.00500.x .

## 外部連結
- . Drug Information Portal. U.S. National Library of Medicine.   [2024-05-23]. （原始内容存档于2021-04-23）.

Template:Oxytocin and vasopressin receptor modulators